# Jacky Jaulneau
Jacky Jaulneau, né le 1er février 1952 aux Autels-Villevillon (Eure-et-Loir), est un homme politique français, membre du Parti socialiste.

## Biographie
Instituteur, il est député de la troisième circonscription d'Eure-et-Loir de 1999 à 2002, à la suite de la nomination de François Huwart, dont il est le suppléant, comme membre du gouvernement Lionel Jospin.
Il est également maire de Chuisnes et conseiller général d'Eure-et-Loir (canton de Courville-sur-Eure), membre de la commission permanente et chef de file de la minorité (groupe des élus socialistes, divers gauche et républicains).
Candidat en septembre 2008 aux élections sénatoriales, il n'obtient que 362 voix au premier tour (29,62 %), ce qui ne lui permet pas d'être élu.